# Kommunalwahlen im Saarland 1974
Die Kommunalwahlen im Saarland am 1974 fanden am 5. Mai 1974 statt. Gewählt wurden die Gemeinde- und Kreisräte.

## Wahlergebnisse
Die Wahl ergab folgende Ergebnisse:
| Wahl              | Wahlberechtigte | Abgegebene Stimmen | Wahlbeteiligung | Gültige Stimmen |
| ----------------- | --------------- | ------------------ | --------------- | --------------- |
| Gemeindewahl 1974 | 797.809         | 669.468            | 83,9 %          | 656.917         |
| Gemeindewahl 1968 | 741.441         | 606.896            | 81,9 %          | 584.091         |
| Kreiswahl 1974    | 799.105         | 670.100            | 83,9 %          | 657.868         |
| Kreiswahl 1968    | 743.998         | 608.223            | 81,8 %          | 586.411         |

Die Stimmen verteilten sich wie folgt auf die Parteien:
| Wahl              | CDU              | SPD              | FDP            | SVP            | DKP            | NPD            | Wählergruppen  | Sonstige       |
| ----------------- | ---------------- | ---------------- | -------------- | -------------- | -------------- | -------------- | -------------- | -------------- |
| Gemeindewahl 1974 | 322.007 (49,0 %) | 245.823 (37,4 %) | 46.168 (7,0 %) | ./.            | 11.086 (1,7 %) | 2.714 (0,4 %)  | 29.119 (4,5 %) | ./.            |
| Gemeindewahl 1968 | 219.614 (37,6 %) | 213.281 (36,5 %) | 51.558 (8,8 %) | 8.195 (1,4 %)  | ./.            | 9.721 (1,7 %)  | 57.777 (9,9 %) | 23.945 (1,1 %) |
| Kreiswahl 1974    | 331.475 (50,4 %) | 245.647 (37,3 %) | 48.741 (7,4 %) | ./.            | 12.558 (1,9 %) | 6.768 (1,0 %)  | 1.679 (1,9 %). | /.             |
| Kreiswahl 1968    | 233.310 (39,8 %) | 219.184 (37,4 %) | 49.857 (8,5 %) | 13.366 (2,3 %) | ./.            | 30.723 (5,2 %) | 24.692 (4,2 %) | 15.279 (2,6 %) |